# Coupe de France de football 1930-1931
Navigation
Coupe de France 1929-1930 Coupe de France 1931-1932
La Coupe de France 1930-1931 a été remportée par le Club français.
C'est la seule Coupe de France remportée par le Club français.

## 1erTour
Le 1er tour se joue le 21 septembre 1930.
Graffenstaden - Herimoncourt 3-0
FC Sochaux - Cernay 5-0
Schiltigheim - AEC Epinal 7-2
FC Strasbourg - SM Epinal 5-1
Gap - Valence 6-1
Pontarlier - Morez 1-0
Montélimar - US Maroville 5-2
Pont de Roide - Bouvez' (forfait)
Guingamp - Pontivy 4-1
Lesneven - Vannes 3-X
Basse Indre - US Mayenne 3-1
Saint-Nazaire - Luçon 5-0
Aniche - Braux 11-1
Neuhorf - Hayange 4-x
Bischwiller - Dombasle 8-2

## 2eTour
Le 2e tour se joue le 12 octobre 1930.
FC Sochaux - US Thann 3-0
Beauregard Laval - Drapeau de Fougères 0-10

## 3eTour
Le 3e tour se joue le 9 novembre 1930.
FC Sochaux - FC Colmar 3-1
Drapeau de Fougères - Véloce Vannetais 6-1

## 4eTour
Le 4e tour se joue le 30 Novembre 1930
- Cenon Sports - Drapeau de Fougères 2 à 0

## Trente-deuxièmes de finale
Ces trente-deuxièmes de finale ont lieu le 21 décembre 1930, à l'exception de la rencontre entre le Stade Béthunois et Le Havre AC qui s'est tenue le 25 décembre, le match rejoué du 4e tour entre Béthune et le CA Paris XIVe ayant été disputé le 21 décembre. Les matchs rejoués se tiennent le 28 décembre 1930.
| Équipe 1               | Score | Équipe 2                   | Lieu                           | Spectateurs |
| FC Saint-Louis 1911    | 1-1   | SO Montpellier             | Saint-Louis                    |             |
| FC Saint-Louis 1911    | 0-5   | SO Montpellier             | Parc des Sports (Montpellier)  |             |
| Armoricaine de Brest   | 2-4   | Red Star Olympique         | Brest                          |             |
| U.S Servannaise        | 4-1   | S.C Choisy le Roi          | Saint Servan                   |             |
| Stade Quimpérois       | 1-3   | S.C Bastidienne            | Stade de Kerhuel, Quimper      |             |
| US Suisse              | 1-2   | OGC Nice                   | Stade des Suisses, Saint-Mandé |             |
| Stade Havrais          | 4-5   | USA Clichy                 | Le Havre                       |             |
| AS Strasbourg          | 2-1   | US Tourcoing               | Strasbourg                     |             |
| SA Girondins           | 4-3   | SC Nîmes                   | Bordeaux                       |             |
| US Boulogne            | 5-1   | AS Valentigney             | Boulogne-sur-Mer               |             |
| Amiens AC              | 11-1  | SC Sélestat                | Amiens                         |             |
| Olympique lillois      | 7-0   | CA Montreuil               | Lille                          |             |
| RC Roubaix             | 3-0   | US Forbach                 | Roubaix                        |             |
| CA Messin              | 1-1   | Excelsior Roubaix AC       | Metz                           |             |
| Excelsior Roubaix AC   | 3-1   | CA Messin                  | Roubaix                        |             |
| FC Mulhouse            | 4-0   | Sainte-Barbe Oignies       | Mulhouse                       |             |
| RC Calais              | 1-2   | RC Strasbourg              | Calais                         |             |
| Sochaux                | 7-0   | CASG                       | Montbéliard                    |             |
| Iris Lillois           | 2-0   | Red Star Strasbourg        | Lille                          |             |
| US Belfort             | 0-6   | Olympique d'Alès           | Belfort                        |             |
| Stade Français         | 5-1   | Antibes Olympique          | Stade Buffalo, Montrouge       |             |
| Racing Club de France  | 4-1   | ES Bully                   | Colombes                       |             |
| Club français          | 3-0   | Dieppe                     | Stade de Paris, Saint-Ouen     | 3000        |
| Cenon Sports           | 0-3   | CA Paris                   | Cenon                          |             |
| FC Rouen               | 4-0   | Dinard                     | Caen                           |             |
| CSJB Angers            | 11-0  | ASJ Châteaudun             | Angers                         |             |
| US Cazères             | 0-4   | AS Cannes                  | Cazères                        |             |
| FC Sète                | 3-0   | FC Grasse                  | Sète                           |             |
| Stade Raphaëlois       | 3-2   | Saint-Etienne              | Saint-Raphaël                  |             |
| RC Lens                | 6-3   | FA Illkircht Graffenstaden | Lens                           |             |
| Olympique de Marseille | 5-2   | FC Bordeaux-Bouscat        | Marseille                      |             |
| US Deux-Vireux         | 1-4   | UR Dunkerque Malo          | Vireux-Molhain                 |             |
| US Quevilly            | 3-3   | RC Arras                   | Quevilly                       |             |
| RC Arras               | 4-1   | US Quevilly                | Arras                          |             |
| Stade Béthunois        | 0-4   | Le Havre AC                | Béthune                        |             |

## Seizièmes de finale
Ces seizièmes de finale ont lieu le 11 janvier 1931. Le match entre le FC Mulhouse et l'US Servannaise fut rejoué le 18 janvier 1931.
| Équipe 1               | Score                     | Équipe 2              | Lieu                                  | Spectateurs |
| SO Montpellier         | 3-1 (ap)                  | UR Dunkerque-Malo     | Saint-Étienne                         |             |
| FC Sochaux             | 3-1                       | Red Star Olympique    | Reims                                 | 5000        |
| CA Paris               | 7-2 (après prolongations) | Olympique Alès        | Stade de Paris, Saint-Ouen            | 8000        |
| FC Mulhouse            | 0-0 (après prolongations) | US Servannaise        | Stade Buffalo, Montrouge              |             |
| FC Mulhouse            | 0-1 (après prolongations) | US Servannaise        | Stade des Bruyères, Le Petit-Quevilly |             |
| Amiens AC              | 10-0                      | USA Clichy            | Lille                                 |             |
| Iris Club Lillois      | 4-1                       | FC Sète               | Stade de l'AC Amiens, Amiens          | 6000        |
| Havre AC               | 1-0                       | RC Lens               | Stade des Bruyères, Le Petit-Quevilly |             |
| OGC Nice               | 2-1                       | Racing Club de France | Cannes                                |             |
| Olympique de Marseille | 3-1                       | Stade Français        | Stade du FC Mulhouse, Bourtzwiller    | 8000        |
| CSJB Angers            | 6-3                       | FC Rouen              | Rennes                                |             |
| Olympique Lillois      | 4-2 (après prolongations) | AS Strasbourg         | Metz                                  |             |
| US Boulogne            | 4-0                       | SC Bastidienne        | Angers                                |             |
| Club Français          | 2-1                       | SAB Girondins         | Villenave-d'Ornon                     |             |
| AS Cannes              | 4-2                       | RC Arras              | Marseille                             |             |
| RC Strasbourg          | 1-0                       | RC Roubaix            | Nancy                                 |             |
| Excelsior AC           | 3-1                       | Stade Raphaëlois      | Lyon                                  |             |

## Huitièmes de finale
Les huitièmes de finale ont lieu le 8 février 1931. Les matches à rejouer (Club français-Marseille) se jouent les 22 février, 15 et 22 mars.
Club français - Olympique de Marseille s'est joué à quatre reprises sans compter un match remis à Strasbourg pour cause de terrain impraticable le 8 mars 1931. Pourtant, dès le deuxième match, le 22 février, l'OM s'impose 2-0 sur les terres du Club Français au Stade Buffalo. En alignant l'Allemand Vernicke, non qualifié, l'OM aurait pu connaître une élimination sur tapis vert, mais la partie fut donnée à rejouer. La décision se fait le 22 mars 1931 à Colombes devant une grosse dizaine de milliers de spectateurs. Marseille ouvre la marque par Alcazar ou Gallay, selon les sources. Mercier égalise. En prolongations, la quatrième jouée lors de cette opposition, l'hongrois Miklos Boros inscrit le but décisif pour les parisiens.
| Équipe 1             | Score        | Équipe 2               | Lieu                               | Spectateurs     |
| AC Amiens            | 2 - 0        | Iris Club Lillois      | (Roubaix)                          |                 |
| CS Julien-Bessonneau | 6 - 1        | RC Strasbourg          | Stade Moulonguet (Amiens)          |                 |
| AS Cannes            | 2 - 1        | Olympique lillois      | Stade de la Plaine (Lyon)          |                 |
| Club français        | 1 - 1        | Olympique de Marseille | Stade Fernand Bouisson (Marseille) | 12 000          |
| Club français        | 0 - 2        | Olympique de Marseille | Stade Buffalo (Montrouge)          | 18 à 20 000     |
| Club français        | 3 - 3        | Olympique de Marseille | Métairies (Sète)                   | 7 à 9 000       |
| Club français        | 2 - 1        | Olympique de Marseille | Stade olympique (Colombes)         | 10 à 12 000     |
| SO Montpellier       | 4 - 1        | US Boulogne            | Stade Buffalo (Montrouge)          | 12 000          |
| OGC Nice             | 3 - 0        | US Saint-Servan        | La Chaleassière (Saint-Étienne)    | public nombreux |
| Excelsior de Roubaix | 1 - 0        | Le Havre AC            | (Reims)                            | 4 000           |
| CA Paris             | 5 - 1 (a.p.) | FC Sochaux             | Stade Tivoli (Strasbourg)          | 8 000           |

## Quarts de finale
Ces quarts de finale ont lieu le 8 mars 1931. Le match Club français-Excelsior initialement programmé à Strasbourg le 8 mars est reporté (terrain enneigé). Ce dernier quart de finale se tient le 29 mars.
| Équipe 1       | Score | Équipe 2             | Lieu                               | Spectateurs     |
| AS Cannes      | 4-0   | CA Paris             | Stade Fernand Bouisson (Marseille) |                 |
| OGC Nice       | 4-1   | CS Julien-Bessonneau | Parc des Sports (Montpellier)      | public nombreux |
| SO Montpellier | 2-1   | AC Amiens            | Stade olympique (Colombes)         | 12 000          |
| Club français  | 1-0   | Excelsior de Roubaix | (Le Havre)                         |                 |

## Demi-finales
Ces demi-finales ont lieu le 12 avril 1931.
| Équipe 1       | Score | Équipe 2  | Lieu                               | Spectateurs |
| SO Montpellier | 2-1   | AS Cannes | Stade Fernand Bouisson (Marseille) | stade plein |
| Club français  | 6-1   | OGC Nice  | Stade olympique (Colombes)         | 10 à 12 000 |

## Finale
| Clubs          | Club français - SO Montpellier |
| Score          | 3-0 |
| Date           | 3 mai 1931 |
| Stade          | Stade olympique, Colombes 30 000 spectateurs |
| Arbitre        | M. Georges Courbot |
| Buts           | Boros (14e), Parkes (18e), Mercier (32e) |
| Club français  | Francois Sèchehaye, Arthur Parkes, Marcel Huvier (cap.), Émile Rigolet, Adrien Hudry, Georges Lopez, Émile Hennequin, Miklos Boros, Robert Mercier, Georges Haas, Pierre Miramon Entraîneur : Robert Fischer. |
| SO Montpellier | André Guillard, André Boutet, Désiré Boutet, Pierre Hornus, René Dedieu, Yves Dupont, Charles Matte, Charles Cros, Roger Rolhion, Jacques Temple (cap.), Pierre Temple Entraîneur-joueur : René Dedieu        |